# Campylocentrum tenue
Campylocentrum tenue  é uma espécie de orquídea, família Orchidaceae, originária do norte e centro oeste do Brasil. Trata-se de planta epífita, monopodial, com caule e folhas rudimentares, cujas inflorescências brotam diretamente de um nódulo na base de suas raízes aéreas. As flores são minúsculas, de sépalas epétalas livres, e nectário na parte de trás do labelo. Pertence ao grupo de espécies de Campylocentrum que não têm folhas nem caules aparentes.

## Publicação e sinônimos
- Campylocentrum tenue (Lindl.) Rolfe, Orchid Rev. 11: 246 (1903).
- Angraecum tenue Lindl., Edwards's Bot. Reg. 26: 68 (1840).
- Angorchis tenuis (Lindl.) Kuntze, Revis. Gen. Pl. 2: 652 (1891).

## Histórico
Lindley publicou esta espécie em 1840, ao receber uma planta encontrada no estado do Pará. A planta floresceu no mês de novembro. Trata-se de planta pouco conhecida. Guido Pabst citada esta espécie como similar ao Campylocentrum fasciola, porém com sépalas agudas.  Aparentemente Pabst não foi capaz de encontrar um exemplar pois seu livro Orchidaceae Brasilienses não contem ilustrações dessa espécie, entretanto, Hoenhne em uma de suas publicações, apresenta uma ilustração que mostra um nectário mais curvo que na espécie com a qual Pabst a comparou. Esta espécie é citada para os estados do Pará e Amazonas. É possível que seja apenas outro sinônimo do C. fasciola; mais estudos são necessários.